# Rafael Mateos
Mateos  Pérez est un nom espagnol. Le premier nom de famille, en général paternel, est Mateos ; le second, en général maternel, souvent omis, est Pérez.
Pour les articles homonymes, voir Mateos.
Rafael Mateos Pérez, né le 23 février 1976, est un coureur cycliste espagnol.

## Biographie
Contrôlé positif au corticoïde après le Grand Prix Pino Cerami 2003, il est suspendu 6 mois entre le 19 septembre 2003 et le 19 juin 2004 et doit payer 200 francs suisses.

## Palmarès

### Par année
- 1998
  - Grand Prix Ricardo Otxoa
  - 2e du San Gregorio Saria
  - 3e du Mémorial Cirilo Zunzarren
- 1999
  - Trophée Javier Luquin
  - Prueba San Juan
  - Premio Ayuntamiento de Leioa
  - 2e du Circuito de Pascuas
- 2003
  - 2e étape du Tour de Castille-et-León (contre-la-montre par équipes)

### Résultats sur les grands tours

#### Tour de France
1 participation
- 2000 : abandon (6e étape)

#### Tour d'Espagne
1 participation
- 2000 : abandon

#### Tour d'Italie
1 participation
- 2001 : abandon